# Martin Paul

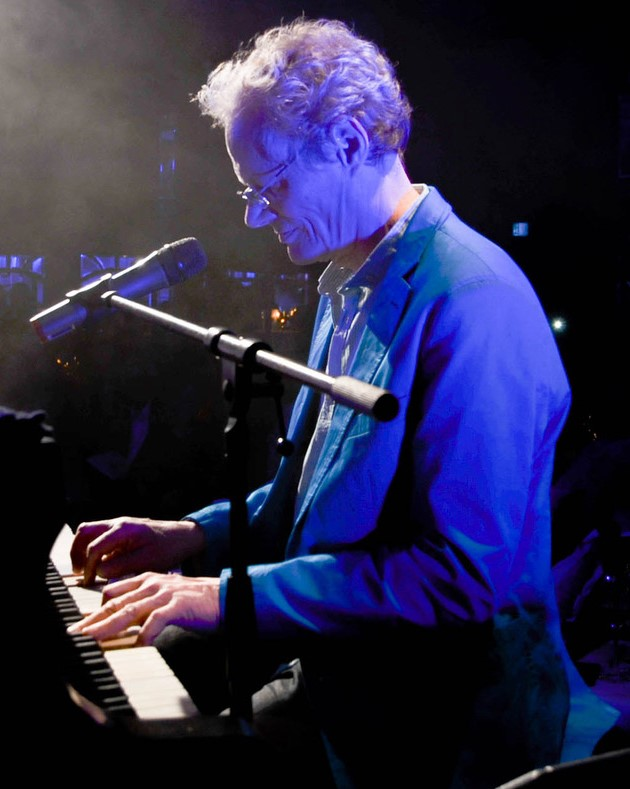
Martin Paul (Dortmund, 2019)

Martin Paul (* 18. November 1954 in Unna) ist ein deutscher Keyboarder, Komponist und Sänger, der Mitglied der deutschen Rockband Ton Steine Scherben war.

## Leben
Martin Paul (Geburtsname Martin Hartmann) wurde als 6. Kind einer Pfarrersfamilie 1954 in Unna geboren. Er spielte im Posaunenchor und erhielt Klavierunterricht. Schon als Jugendlicher war er in Rock- und Jazzbands und komponierte dort Musik für verschiedene Besetzungen. Paul studierte Musik und Geschichte für das Lehramt Sekundarstufe II, das er aber nie antrat.
Ende der 1970er Jahre arbeitete mit dem ‚‘‘Hoffmanns Comic Theater‘‘ in Unna zusammen und lernte dort Claudia Roth kennen und 1980 bei dem Stück „Märzstürme 1920“ auch Rio Reiser. Danach wurde er der Keyboarder von Ton Steine Scherben und lebte bis zur Auflösung der Band 1985 gemeinsam mit dieser in Fresenhagen. Er komponierte und spielte bei der letzten Studio LP SCHERBEN und den Live-Alben. Bei der 1. Rio Reiser Solo Tournee bediente er die Tasten.
Im neuen Jahrtausend präsentierte er mit Ingeborg Wunderlich einen Rio Reiser Abend und war Teil der „Ton Steine Scherben Family“.
Er betreute verschiedene Künstler, unter anderem Michael Koschorreck und Tara Gee, und produzierte mit Kai Sichtermann zusammen unter dem Namen Die Nachtfalter die CD Träume, Tod, Erinnerung. Er arbeitete mit Volker Sassenberg bei dem Label Trotz & Träume zusammen, bei dem das mit dem Medienpreis Leopold ausgezeichnete Professor Jecks Tierlieder-ABC zuerst erschienen ist. Das Programm spielte er live mit Wunderlich und die Trotzköpfe.
2017 gestaltet er zusammen mit Michael Gerlinger mit dem Kurorchester Bad Kissingen beim Kissinger Sommer einen Rio Reiser Abend. Er trat dort als Sänger und Pianist mit dem Orchester auf.
Seit 2019 präsentiert er als Sänger und Pianist das Programm Rio, seine B-Seiten das ganze Theater, ein Abend mit unbekannten (Theater-)Songs von Rio Reiser, manchmal ergänzt durch eine Lesung u. a. mit Claudia Roth.
Er komponierte während seiner Tätigkeit als Musiker für verschiedene Theaterproduktionen und verschiedene Songs, unter anderem Junimond.